# HD 150894
HD 150894，又名CD-2812358，SAO 184602、HR 6218，是一颗恒星，视星等为6.02，位于銀經352.63，銀緯11.08，其B1900.0坐标为赤經16h 38m 44.8s，赤緯-28° 11.08′ 24″。